# Otto-Hahn-Gymnasium (Bensberg)
Das Otto-Hahn-Gymnasium ist ein mathematisch-naturwissenschaftliches Gymnasium im Stadtteil Kippekausen von Bergisch Gladbach an der Saaler Mühle. Es ist nach dem Naturwissenschaftler Otto Hahn benannt.

## Geschichte
Im Jahr 1964 entschied sich die damals noch eigenständige Stadt Bensberg, ein neues Gymnasium mit naturwissenschaftlichem Fokus zu errichten, als Alternative zu den eher sprachlich ausgerichteten Gymnasien im Umkreis. Als Ergebnis wurde 1965 ein neues Gymnasium gegründet unter dem damaligen Namen „Städtisches mathematisch-naturwissenschaftliches Gymnasium Bensberg“  mit anfänglich 37 Schülern. In den ersten Jahren nach der Gründung besaß das Gymnasium weder ein Schulgebäude noch eine Verwaltung. Der Unterricht fand in Pavillons auf dem Schulhof des Albertus-Magnus-Gymnasiums (AMG) in Bensberg sowie in der ehemaligen Moitzfelder Volksschule und in einem Gebäude am Diakonissenweg Moitzfeld statt. Des Weiteren wurde die Schule zu einem „Gymnasium in Aufbauform für Realschulabsolventen“ (GAR) erweitert, was den Realschulabsolventen einen Einstieg in die gymnasiale Oberstufe erleichtern sollte.
Im Jahre 1969 erhielt die Schule den noch bis heute bestehenden Namen „Otto-Hahn-Gymnasium“, was den naturwissenschaftlichen Schwerpunkt unterstreicht. Der Name wurde beeinflusst durch die Partnerschaft mit der nahen Firma Interatom. Die offizielle Eröffnungsfeier unter dem neuen Schulnamen fand am 5. Juli 1969 statt. Nach der Entwässerung der Saaler Mühle erhielt das Gymnasium auf dem gewonnenen Bebauungsgebiet im Jahr 1973 sein eigenständiges Gebäude Schulzentrum Saaler Mühle, in dem auch die Otto-Hahn-Realschule untergebracht wurde in Form einer kooperativen Gesamtschule. Dazu gehörte ferner die Otto-Hahn-Hauptschule, die sich an der Lehmpöhle in Bensberg befand.

## Pädagogische Ausrichtung und Leistung
Anfänglich wurden die Schüler in der Orientierungsstufe klassen- sowie schulformübergreifend unterrichtet (horizontal-vertikales Verbundsystem). Darüber hinaus wurden zur Schärfung des naturwissenschaftlichen Profils in den Klassenstufen 5 und 7 sogenannte ENW-Kurse eingeführt, welche die drei naturwissenschaftlichen Zweige Chemie, Physik, Biologie fächerübergreifend einheitlich umfassen. Die ENW-Kurse gibt es heute noch in der 5. Klasse. Heute wird die naturwissenschaftliche Ausrichtung durch eine Vielzahl an Differenzierungskursen, die in der achten und neunten Klasse gewählt werden können, sowie durch die generelle Anzahl der Unterrichtsstunden in den Naturwissenschaften gestärkt.

## Umbau des Otto-Hahn-Gymnasiums
Im Zuge des Umbaus, der 2021 fertiggestellt wurde, ist der naturwissenschaftliche Schwerpunkt durch den Ausbau der naturwissenschaftlichen Räume erweitert worden. Der musikalische Bereich wurde durch den Bau einer Aula aufgewertet. Jedoch ist das Schulgebäude nicht auf G9 ausgelegt, daher sind neue Anbauten auf dem Schulgelände notwendig geworden.

## Schwerpunktsetzung

### Naturwissenschaften
Es werden Biologie, Chemie, Informatik, Mathematik und Physik angeboten. In der 5. Klasse werden zur Einführung so genannte ENW-Kurse angeboten, welche die naturwissenschaftlichen Fächer Chemie, Informatik, Physik und Biologie einheitlich umfassen.

### Musik
Das OHG bietet eine Vielzahl an Ensembles, ein Orchester, eine Bigband, Unterstufenchor, großen und kleinen Chor, Bläser-AG für die 5. und 6. Klasse, insbesondere für Schüler ohne Vorkenntnisse an den Instrumenten. Es werden außerdem regelmäßig Leistungskurse im Fach Musik angeboten.

### Sprachen
Neben dem für Schulen klassischen Angebot wie Englisch, Latein, Französisch und Spanisch bietet die Schule außerdem Hebräisch an. Zur Förderung der Sprachkenntnisse finden viele Fahrten statt.

## Partnerschaften im Ausland
In folgenden Staaten unterhält die Schule eine Partnerschaft mit einem Austauschprogramm:
- USA ( German-American Partnership Program)
- Israel
- Frankreich
- Rumänien
- Bangladesch
- Argentinien

## Lehrer und Schüler

### Schulleiter
- 1965–1976 Heinrich Sauerwald
- 1976–1998 Franz-Josef Spiegel
- 1998–2003 Roland Geiger
- 2003–2017 Wolfgang Knoch
- Seit 1. August 2017: Karl-Josef Sulski

### Bekannte ehemalige Schüler
- Claus Kleber (* 1955), Journalist und Fernsehmoderator
- Günther Schuh (* 1958), Ingenieur
- Theo Koll (* 1958), Journalist
- Marc Schuh (* 1989), Athlet

## Lage und Verkehrsanbindung
Die Straßenbahn Haltestelle Frankenforst der KVB, Linie 1 befindet sich nur wenige Meter von der Schule entfernt.